# Eggjar (kulle)
Eggjar är en kulle i republiken Island. Den ligger i regionen Suðurland, i den centrala delen av landet, 220 km öster om huvudstaden Reykjavík. Toppen på Eggjar är 827 meter över havet, eller 206 meter över den omgivande terrängen. Bredden vid basen är 3,4 km.
Trakten runt Eggjar är nära nog obefolkad, med mindre än två invånare per kvadratkilometer. Det finns inga samhällen i närheten. Trakten runt Eggjar består i huvudsak av gräsmarker.